# بلانکنبرگ (مکلنبورگ-فورپومرن)
بلانکنبرگ (به آلمانی: Blankenberg) یک شهر در آلمان است که در لودویگسلوست-پارشیم واقع شده‌است. بلانکنبرگ ۴۵۱ نفر جمعیت دارد.